# Flatoidinus quadripunctatus
Flatoidinus quadripunctatus är en insektsart som beskrevs av Albert Burke Wolcott 1950. Flatoidinus quadripunctatus ingår i släktet Flatoidinus och familjen Flatidae. Inga underarter finns listade i Catalogue of Life.